# Fair Oaks (Géorgie)
Fair Oaks est une census-designated place située dans le comté de Cobb, dans l’État de Géorgie, aux États-Unis. Lors du recensement de 2020, elle comptait 9 028 habitants.